# Sara Duterte
Sara Zimmerman Duterte-Carpio (phát âm tiếng Tagalog: [dʊˈtɛɾtɛ ˈkaɾpjo]; sinh ngày 31 tháng 5 năm 1978), tên thường gọi là Inday Sara, là một luật sư và chính trị gia người Philippines, là phó Tổng thống thứ 15 của Philippines, đã giành chiến thắng trong cuộc bầu cử năm 2022. Trước đây bà từng là thị trưởng thành phố Davao từ năm 2010 đến năm 2013 và từ năm 2016 đến năm 2022. Bà cũng từng là phó thị trưởng của Thành phố Davao từ năm 2007 đến năm 2010. Bà là con gái của cựu Tổng thống Rodrigo Duterte.